# Richard Pohle
Richard Pohle (1869 - 1926; en ruso: Рихард Рихардович Поле, Ríjard Rijárdovich Pole; en alemán: Christian Nikolai Richard Pohle) fue un botánico, y briólogo ruso, realizando extensas expediciones de historia natural hacia regiones norteñas del Imperio Ruso.

## Algunas publicaciones
- richard r. Pohle. 1916. Russland im Kampf gegen Deutschland und das Deutschtum. Editor Deutsche Landbuchhandlung

- -------------------------. 1908. Die Botanik und das moderne Wirtschaftsleben. 30 pp.

- -------------------------. 1904. Pflanzengeographische Studien über die Halbinsel Kanin und das angrenzende Waldgebiet (Bericht zweier Reisen, ausgeführt in den Sommern 1898/99 in der nord-russischen Waldregion... und auf der Halbinsel Kanin). Inaugural-Dissertation... 113 pp.

- -------------------------. 1903. Pflanzengeographische Studien über di Halbinsel Kanin und das angrenzende Waldgebiet. Volumen 1 y 21 de Trudy Imperatorskago S.-Peterburgskago botanicheskago sada. Editor Tip. "Gerolʹda", 260 pp.

- -------------------------. 1901. Pflanzengeographische Studie über die Halbinsel Kanin und das angrenzende Waldgebiet. 112 pp.

## Honores

### Epónimos
| - (Asteraceae) Hieracium pohlei Zahn - (Asteraceae) Saussurea pohlei Gand. | - (Brassicaceae) Draba pohlei Tolm. - (Juncaceae) Luzula pohleana V.I.Krecz. ex Andreev | - (Poaceae) Festuca pohleana E.B.Alexeev - (Poaceae) Koeleria pohleana (Domin) Gontsch. |

- La abreviatura «Pohle» se emplea para indicar a Richard Pohle como autoridad en la descripción y clasificación científica de los vegetales.[7]